# تشانو (أورن)
تشانو هي بلدية في أورن في شمال غرب فرنسا.